# Rosa Blasi
Rosa Blasi (ur. 19 grudnia 1972 w Mount Prospect) – amerykańska aktorka, piosenkarka i tancerka. Od 2004 roku żona futbolisty Jima Finna, z którym ma jedno dziecko. Występuje głównie w telewizji.

## Filmografia
| Rok  | Film                    | Rola                                     |
| ---- | ----------------------- | ---------------------------------------- |
| 2000 | Noriega: God's Favorite | Lead                                     |
| 2002 | Making Changes          |                                          |
| 2004 | The Grudge              |                                          |
| 2004 | Lesser Of Three Evils   | Woman in Black (z ang. Kobieta w czerni) |
| 2008 | Memories of Murder      |                                          |
| 2013 | Grzmotomocni            | Barbara „Barb” Grzmotomocna              |